# Dixophlebia quadristrigata
Dixophlebia quadristrigata är en fjärilsart som beskrevs av Walker 1864. Dixophlebia quadristrigata ingår i släktet Dixophlebia och familjen björnspinnare. Inga underarter finns listade i Catalogue of Life.